# NGC 3593
NGC 3693 is een spiraalvormig sterrenstelsel in het sterrenbeeld Leeuw. Het hemelobject werd op 12 april 1784 ontdekt door de Duits-Britse astronoom William Herschel.

## Synoniemen
- UGC 6272
- MCG 2-29-14
- ZWG 67.40
- IRAS 11119+1305
- PGC 34257